# Parque zoológico de Guyana
El Parque zoológico de Guyana o bien simplemente Zoológico de Guyana (en inglés: Guyana Zoological Park; Guyana Zoo) es un zoológico ubicado en Georgetown, capital de Guyana. El parque abrió sus puertas en 1952, pero sus espacios habían sido utilizados como jardines botánicos desde 1895. Algunas de sus atracciones más populares son el águila arpía y los manatíes. 
Según datos de 2005, el zoológico contaba con un personal de aproximadamente 25 individuos. 
El Zoológico de Calgary se ha asociado con el de Guyana como Zoológicos "hermanos".